# Metamenophra instigata
Metamenophra instigata là một loài bướm đêm trong họ Geometridae.